# Oscinella similifrons
Oscinella similifrons är en tvåvingeart som beskrevs av Becker 1911. Oscinella similifrons ingår i släktet Oscinella och familjen fritflugor. Inga underarter finns listade i Catalogue of Life.